# Josh Eccles
Joshua Elliot Eccles, noto semplicemente come Josh Eccles (Coventry, 6 aprile 2000), è un calciatore inglese, centrocampista del Coventry City.

## Carriera
Cresciuto nel settore giovanile del Coventry City, il 20 luglio 2018 firma il primo contratto professionistico con gli Sky Blues, rinnovando poi, il 16 novembre seguente, fino al 2021. Il 17 settembre 2020 passa in prestito al Gillingham; il 10 dicembre prolunga fino al 2023 con il Coventry City, facendovi ritorno nel successivo mese di gennaio. Il 12 gennaio 2023 rinnova fino al 2027.

## Statistiche

### Presenze e reti nei club
Statistiche aggiornate al 16 novembre 2023.
| Stagione                   | Squadra              | Campionato           | Campionato | Campionato | Coppe nazionali | Coppe nazionali | Coppe nazionali | Coppe continentali | Coppe continentali | Coppe continentali | Altre coppe | Altre coppe | Altre coppe | Totale | Totale |
| Stagione                   | Squadra              | Comp                 | Pres       | Reti       | Comp            | Pres            | Reti            | Comp               | Pres               | Reti               | Comp        | Pres        | Reti        | Pres   | Reti   |
| -------------------------- | -------------------- | -------------------- | ---------- | ---------- | --------------- | --------------- | --------------- | ------------------ | ------------------ | ------------------ | ----------- | ----------- | ----------- | ------ | ------ |
| 2018-2019                  | Coventry City        | FL1                  | -          | -          | FACup+CdL       | -               | -               | -                  | -                  | -                  | EFLT        | 1           | 0           | 1      | 0      |
| 2019-2020                  | Coventry City        | FL1                  | 3          | 0          | FACup+CdL       | 2+2             | 0               | -                  | -                  | -                  | EFLT        | 4           | 0           | 11     | 0      |
| sett. 2020-gen. 2021       | Gillingham           | FL1                  | 12         | 0          | FACup+CdL       | 0+0             | 0               | -                  | -                  | -                  | EFLT        | 2           | 0           | 14     | 0      |
| sett. 2020; gen.-giu. 2021 | Coventry City        | FLC                  | 7          | 0          | FACup+CdL       | 1+1             | 0               | -                  | -                  | -                  | -           | -           | -           | 9      | 0      |
| 2021-2022                  | Coventry City        | FLC                  | 5          | 0          | FACup+CdL       | 2+0             | 0               | -                  | -                  | -                  | -           | -           | -           | 7      | 0      |
| 2022-2023                  | Coventry City        | FLC                  | 34+3       | 1          | FACup+CdL       | 0+1             | 0               | -                  | -                  | -                  | -           | -           | -           | 38     | 1      |
| 2023-2024                  | Coventry City        | FLC                  | 16         | 1          | FACup+CdL       | 0+1             | 0               | -                  | -                  | -                  | -           | -           | -           | 17     | 1      |
| Totale Coventry City       | Totale Coventry City | Totale Coventry City | 65+3       | 2          |                 | 10              | 0               |                    | -                  | -                  |             | 5           | 0           | 83     | 2      |
| Totale carriera            | Totale carriera      | Totale carriera      | 77+3       | 2          |                 | 10              | 0               |                    | -                  | -                  |             | 7           | 0           | 97     | 2      |